# (9317) 1988 RO4
(9317) 1988 RO4 est un astéroïde de la ceinture principale découvert en 1988.

## Description
(9317) 1988 RO4 a été découvert le 1er septembre 1988 à l'observatoire de La Silla, au Chili,  par Henri Debehogne.

### Caractéristiques orbitales
L'orbite de cet astéroïde est caractérisée par un demi-grand axe de 3,0 UA, un périhélie de 2,66 UA, une excentricité de 0,12 et une inclinaison de 11,06° par rapport à l'écliptique. Du fait de ces caractéristiques, à savoir un demi-grand axe compris entre 2 et 3,2 UA et un périhélie supérieur à 1,666 UA, il est classé, selon la JPL Small-Body Database, comme objet de la ceinture principale.

### Caractéristiques physiques
(9317) 1988 RO4 a une magnitude absolue (H) de 13,0 et un albédo estimé à 0,114.